# Giovanni Battista Quadri
Giovanni Battista Quadri (* 19. Januar 1777 in Lugano; † 30. August 1839 in Magliaso) war ein Schweizer Anwalt, Militär, Politiker, Tessiner Staatsrat und Landammann.

## Biografie
Giovanni Battista Quadri wurde als Sohn des Offiziers im Dienste des Reichs Giuseppe Quadri von Magliaso und der adligen Marianna Torriani geboren. Nach dem Collegio Elvetico in Mailand studierte er Rechtswissenschaft an der Universität Pavia, ohne sein Studium abzuschließen. Danach wurde er Rechtsanwalt (1797) und Notar (1810) im Lugano. Als Mitglied der patriotisch-pro-cisalpinen Partei verteidigte er nach den Unruhen in Lugano am 15. Februar 1798 die Hauptfiguren vor dem helvetischen Grossen Rat. Später war er persönlicher Sekretär von Peter Ochs sowie Beamter bei der Präfektur in Lugano. Nach den antifranzösischen Unruhen vom April 1799 floh er ins Ausland und tat Militärdienst von 1800 bis 1802 im französischen Heer in Italien. Als Bataillonschef und Adjutant des französischen Generals Antoine de Béthencourt im Kanton Wallis und in Norditalien, machte zwei Feldzüge in Oberitalien mit und diente unter Joachim Murat in der Toskana, sowie unter Nicolas Jean-de-Dieu Soult in Neapel.
Nach seiner Rückkehr ins Tessin war er einer der Förderer der Versammlung von Pian Povrò und wurde er zum Präsidenten der provisorischen Regierung des Kantons Lugano (1802) und zum Delegierten des Rates von Paris ernannt (nicht zugelassen, weil von den Schweizer Behörden nicht anerkannt). Er war dann Mitglied des Tessiner Grossrat von 1803 bis 1834, (ab 1830 wurde er willkürlich an den Sitzungen verhindert) und des Staatsrates (1803–1807, 1814–1830, sechsmal Landamano reggente), Regierungskommissar für den Bezirk Lugano (1807–1809, umstrittener Rücktritt), Friedensrichter und Appellationsrichter. Mehrmals war er Regierungspräsident und Landamano reggente: 1816, 1820, 1822, 1825, 1827, 1828, sechsmal Tagsatzungsabgeordneter.
Er vertrat oft den Kanton Tessin an auswärtigen Höfen, besonders im Piemont und in Österreich, zum Abschluss von Kapitulationen und Handelsverträgen. 1815–1830 leistete seinem Kanton die grössten Dienste, gab ihm Gesetzbücher über das Strafgesetz, den Zivilprozess und den Strafrechtprozess, reorganisierte die Gerichte, vereinheitlichte Mass und Gewicht und liess verschiedene neue Strassen bauen.
Er war der Hauptvertreter des sogenannten Regiment der Landammänner, das durch den Vorrang der Exekutive vor der Legislative gekennzeichnet ist.
Später der liberalen politischen Bewegung führte zur Verfassungsreform von 1830 (La Riforma). 1827 entging Quadri verschiedene Anschlägen. 1830 wurde er des Missbrauchs und der Hinterziehung von Staatsmitteln angeklagt, drei Jahre später jedoch freigesprochen. Als zurückgekehrte Privatperson in Magliaso, gab er von 1833 bis 1837 die Zeitschrift L’Indipendente heraus.